# Hoffen
Hoffen è un comune francese di 1 202 abitanti situato nel dipartimento del Basso Reno nella regione del Grand Est.

## Società

### Evoluzione demografica
Abitanti censiti